# 手领科技
手領科技，全稱成都手领科技有限公司，是一家位於中华人民共和国四川省成都市成都高新技术产业开发区1906创意工厂（7322文化创意园）的獨立遊戲開發公司，代表作為《迷霧偵探》。

## 歷史
在大學學習财务管理的王康悦，在2012年的舞蹈課上結識了結識了王可佑，2014年的一場桌遊上，王可佑向王康悦提出創建遊戲公司的想法，兩人一拍即合，5月註冊成立了手領科技。而遊戲的創作核心團隊在2013年9月就已經形成。
手領科技成立初期主要開發網絡遊戲，手領科技第一個開發的專案是順應當時潮流的動作角色扮演遊戲3D卡牌半即時半回合制遊戲《乱斗联盟》，2014年6月份，《乱斗联盟》完成了遊戲演示。8月王康悦前往ChinaJoy接觸各大遊戲發行商。年末確認了遊戲發行商，2015年1月提交App Store審核被拒，發行日期延後數月，隨著同類型遊戲湧現，遊戲失去競爭力，發行商終止發行。
在《乱斗联盟》的失敗後，手領科技決定轉型開發單機遊戲，開發方向轉變讓一半的員工離職。2015年10月，手領科技用三週研發轉型後第一個遊戲《虫洞穿越》的遊戲演示，並自行在App Store發行，收集玩家反饋。到2016年8月期間，手領科技又再開發了《MADMAGIC》《仙子奇踪》《海盗不灭》《消诺克》四款遊戲，其中《仙子奇踪》更獲得App Store的140個國家推薦，獲得了幾百萬的用戶，為手領科技帶來良好的口碑，不過商業上的收益並不多。
2017年，手領科技搬遷到高新区1906创意工厂（7322文化创意园），並計劃開發第一個PC平台的獨立遊戲《迷霧偵探》。手領科技以众筹的方式籌集開發資金，分別在中國大陸的摩點和美國的Kickstarter展開众筹。2018年《迷霧偵探》憑藉賽博龐克的題材獲得不少關注，在遊戲演示階段就獲得數個獎項。2017年，手領科技嘗試開發Play Station平台的遊戲，製作的《無限機兵》入選索尼的第二期「中國之星計劃」，負責開發《無限機兵》的SENSE GAMES工作室之後獨立成為手領科技全資子公司。
2019年《迷霧偵探》發售之初，手領科技有製作遊戲續作的想法。遊戲發行後銷量不如預期，2021年8月，隨著遊戲製作人田超離開，《迷霧偵探》後續的開發計劃也已經暫停，手領科技的開發方向轉為悠閒商業遊戲。

## 主要開發遊戲
| 遊戲名稱     | 發售日期      | 備註   |
| ------------ | ------------- | ------ |
| 《迷霧偵探》 | 2019年4月30日 | [ 8 ]  |
| 《無限機兵》 | 2025年3月27日 | [ 10 ] |

## 外部連結
- 手领科技的新浪微博 （简体中文）